# Pierre du Cambout de Coislin
Cet article concerne un cardinal. Pour son neveu, duc de Coislin, voir Pierre du Cambout.
Pour les articles homonymes, voir Famille du Cambout de Coislin et Coislin.
Pierre-Armand du Cambout de Coislin (ou Pierre IV du Cambout de Coislin), né le 14 novembre 1636 à Paris et mort le 5 février 1706 à Versailles, inhumé en la cathédrale d'Orléans, est un prélat français du XVIIe siècle.

## Biographie

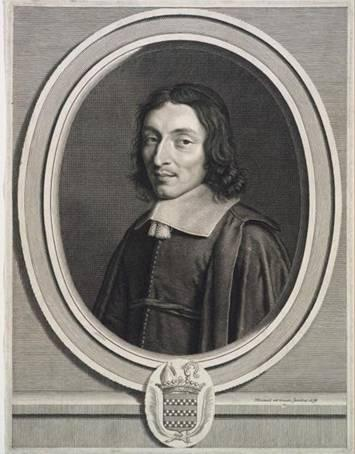
Gravure par Robert Nanteuil, vers 1660.

Pierre-Armand du Cambout de Coislin est né le 14 novembre 1636 à Paris. Fils cadet de Pierre-César de Cambout, marquis de Coislin, colonel général des Suisses et Grisons, lieutenant général des armées du roi, et de Madeleine Séguier, comtesse de Crécy, fille aînée du chancelier de France Pierre Séguier, il est baptisé le 13 février 1638 en l'église Saint-Eustache à Paris. Son père étant mort le 28 juillet 1641 à la suite de blessures reçues au siège d'Aire en Artois, le jeune Pierre, âgé de quatre ans, fut élevé par son grand-père Séguier.
Du côté paternel, le prélat est issu d'une illustre famille bretonne. Le trisaïeul, René du Cambout, chevalier de l'ordre du roi avait été grand veneur et grand-maître des Eaux et Forêts de Bretagne. Il avait épousé Françoise Baye qui apporta les terres de Mérionnec et de Coislin dans sa corbeille de mariage. Le bisaïeul, François du Cambout, occupa les mêmes charges que son père et devint gouverneur de Nantes et chambellan du duc d'Alençon. François du Cambout avait épousé, le 24 avril 1565, Louise Duplessis-Richelieu, tante du fameux cardinal. Ce lien de parenté ne nuisit pas sans doute à Charles du Cambout, leur fils, pour obtenir en 1634 l'érection de la seigneurie de Coislin en marquisat, à une époque où l'édit du mois de juillet 1566 opposait encore d'assez grands obstacles à ces sortes de faveurs. Le second prénom du prieur rappelle ce lien de parenté avec Armand du Plessis.
Sa carrière ecclésiastique commença à l'âge de sept ans quand il fut nommé prieur d'Argenteuil. À onze ans, il devint chanoine de Paris. À vingt-trois ans (1663), il reçut le titre de premier aumônier.

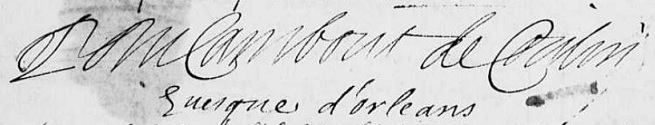
Signature de Pierre du Cambout de Coislin, en tant qu'évêque d'Orléans, dans un registre paroissial de Toury en Eure-et-Loir en 1672.

Il disposait d'importants bénéfices. En 1641, il reçut du roi l'abbaye de Jumièges. En 1644, il l'échangea avec François II de Harlay, l'archevêque de Rouen, contre l'abbaye Saint-Victor de Paris. Il fut nommé en 1665 au siège épiscopal d'Orléans, où il ouvrit le grand séminaire d'Orléans en 1670. Il s'opposa avec humanité aux dragonnades dans son diocèse. Il fut aussi vicaire général de Saint-Germain-en-Laye dès 1668 et abbé commendataire de l'abbaye de Saint-Gildas-des-Bois en 1679 . Il fut également prieur du puissant monastère clunisien Notre-Dame de Gaye (Marne) aujourd'hui disparu. Son blason figure toujours sur la clé de voûte du chœur de l'église Saint-Denis de Gaye.
Dangeau rapporte : « Le cardinal de Coislin n'étoit à la cour que le moins qu'il pouvoit, et toujours en dispute avec le roi là-dessus, qui en était même piqué quelquefois ; tout le reste du temps en son diocèse, qu'il administroit avec une grande vigilance et par des gens bien choisis. Il y donnoit tout le revenu de l'évêché, et faisoit d'ailleurs de grandes aumônes, quoiqu'il vécût partout fort honorablement. On sut, depuis sa mort, qu'il étoit dans de grandes pratiques de pénitence depuis bien des années, et qu'il se relevoit seul toutes les nuits, à la dérobée de ses gens, pour prier, et c'est à quoi sa dernière maladie fut attribuée. Les missionnaires de la paroisse de Versailles s'emparèrent de lui à son extrémité et, avec une barbarie étrange, n'en voulurent plus laisser approcher son confesseur ; telle est la domination de ces gens. Le roi voulut que le curé de Versailles accompagnât le corps à Orléans, qui est un honneur qui n'avoit encore été rendu à personne, et dont sa vertu fut jugée digne. Tout le diocèse fut aux hauts cris, mais ces regrets ne furent que le commencement de ses douleurs. »

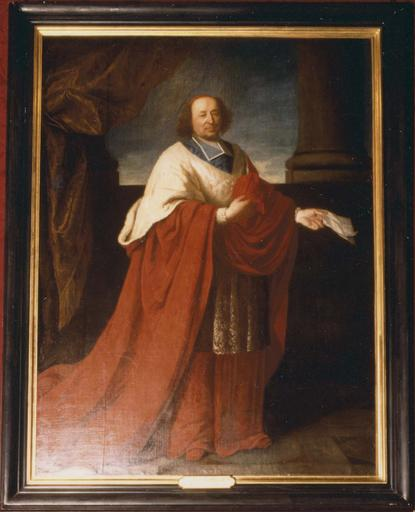
Cardinal Pierre du Cambout de Coislin, évêque d'Orléans. Ce tableau fait partie d'un ensemble de treize portraits en pied de descendants de la famille de Sully conservé au Château de Sully-sur-Loire.

Nommé par surprise cardinal au consistoire de juillet 1697, il participa au conclave de 1700. Cette année-là, il devint grand aumônier de France.
Le cardinal de Coislin avait été le principal consécrateur (24 août 1671) d'Étienne Le Camus (lui-même futur cardinal) et avait participé aux consécrations de Charles-Maurice Le Tellier et d'André Colbert. 
Saint-Simon le décrit : « Ce prélat était dans une vénération singulière. C'était un homme de moyenne taille, gros, court, entassé, le visage rouge et démêlé, un nez fort aquilin, de beaux yeux avec un air de candeur, de bénignité, de vertu qui captivait en le voyant, et qui touchait bien davantage en le connaissant […] De son évêché qu'il eut fort jeune, il n'en toucha jamais rien, et en mit le revenu en entier tous les ans en bonnes œuvres. »
L'un de ses successeurs fit retirer l'épitaphe du cardinal de Coislin, « parce qu'on y allait prier Dieu comme au tombeau d'un saint. »

## Armoiries
De gueules, à trois fasces échiqueté d'argent et d'azur de deux tires.
Selon le père AnselmeDe gueules, à trois fasces échiqueté d'azur et d'argent.

### Note
1. ↑  4e évêque d'Orléans portant ce prénom.
2. ↑  De nombreux auteurs donnent le cardinal de Coislin comme étant le neveu ou petit-neveu du cardinal de Richelieu. Cela est donc impossible puisque son arrière-grand-mère était la tante d'Armand du Plessis. Le cardinal est donc le petit-cousin issu de germain de l'illustre ministre de Louis XIII.